# BMW 335
La 335 è un'autovettura sportiva di fascia alta prodotta dal 1939 al 1941 dalla Casa automobilistica tedesca BMW.

## Storia e profilo

### Debutto
Già prima del lancio della 326, che avrebbe ottenuto un buon successo di vendita e che, soprattutto, avrebbe imposto la BMW come rivale di riferimento della Mercedes-Benz, venne avviato un altro progetto, destinato alla realizzazione di un modello di fascia più alta, che avrebbe dovuto presidiare quella rappresentata in quel periodo da vetture intorno ai 3.5 litri di cilindrata. I primi prototipi furono realizzati durante il 1936, proprio mentre la 326 venne lanciata e cominciò a raccogliere consensi. La presentazione al pubblico non vi fu però che nel mese di ottobre del 1938 al Salone di Londra, presso il centro espositivo di Earl's Court. Tale vettura presentata fu però solo un prototipo, che tra l'altro era identificato con il marchio dell'importatore BMW in Inghilterra, ossia la Frazer-Nash. Dopo diversi altri mesi di messa a punto, la produzione ufficiale e la commercializzazione furono avviate ormai in pieno 1939.

### Caratteristiche
Lo stile della 335 era quello delle vetture di fine anni '30 e in particolare, in questo modello era chiaramente visibili la parentela stilistica con la 326, specialmente osservando la vettura lateralmente (parafanghi sinuosi e avvolgenti, distribuzione dei volumi, ecc), ma anche con la sportiva 328 se invece si osserva la vettura frontalmente e se ne notano i fari seminglobati nella carrozzeria. Completavano il quadro visivo d'insieme i cerchi sullo stile di quelli della 327.
Per realizzare la 335 si riprese il telaio della 326, ma con un passo maggiorato di 114 mm per poter avere un cofano motore più lungo, ma soprattutto si sviluppò l'unità M335, un motore completamente nuovo, sempre a 6 cilindri in linea, ma con una cilindrata di 3485 cm³. Nonostante tale unità motrice condividesse alcune caratteristiche costruttive con i motori da 2 litri che equipaggiavano le altre BMW dell'epoca, il nuovo 3.5 litri M335 era di fatto completamente nuovo, ed era caratterizzato dal fatto di girare piuttosto lento e dalla potenza massima non molto elevata, circa 90 CV a 3500 giri/min, ma dall'elevata affidabilità e dalle generose doti di coppia motrice ai bassi regimi.
L'aumento di peso della vettura costrinse a montare freni a tamburo maggiorati e pneumatici più larghi e rinforzati. Quanto al resto della meccanica telaistica, la 335 montava uno sterzo a cremagliera, l'avantreno a ruote indipendenti con balestra trasversale e un retrotreno ad assale rigido con balestre longitudinali. Una delle vere "chicche" riguardava il cambio: si trattava infatti della prima e unica vettura nata negli anni '30 del secolo scorso a montare un cambio completamente sincronizzato, fatto che accentuava il comfort di guida, durante la quale non si era più obbligati a effettuare "doppiette". Le prestazioni erano più che buone, tenuto conto che non si trattava di una sportiva come le potenti Bugatti Tipo 57, ma piuttosto di una vettura da grandi viaggi in tutto comfort. La 335 raggiungeva infatti i 145 km/h di allungo, e in tutta tranquillità, data l'enorme resistenza agli sforzi del 3.5 litri alimentato da un carburatore doppio corpo Solex. La velocità di crociera ideale era di 135 km/h, che potevano essere mantenuti costantemente senza particolari sforzi da parte del motore.

### Carriera commerciale

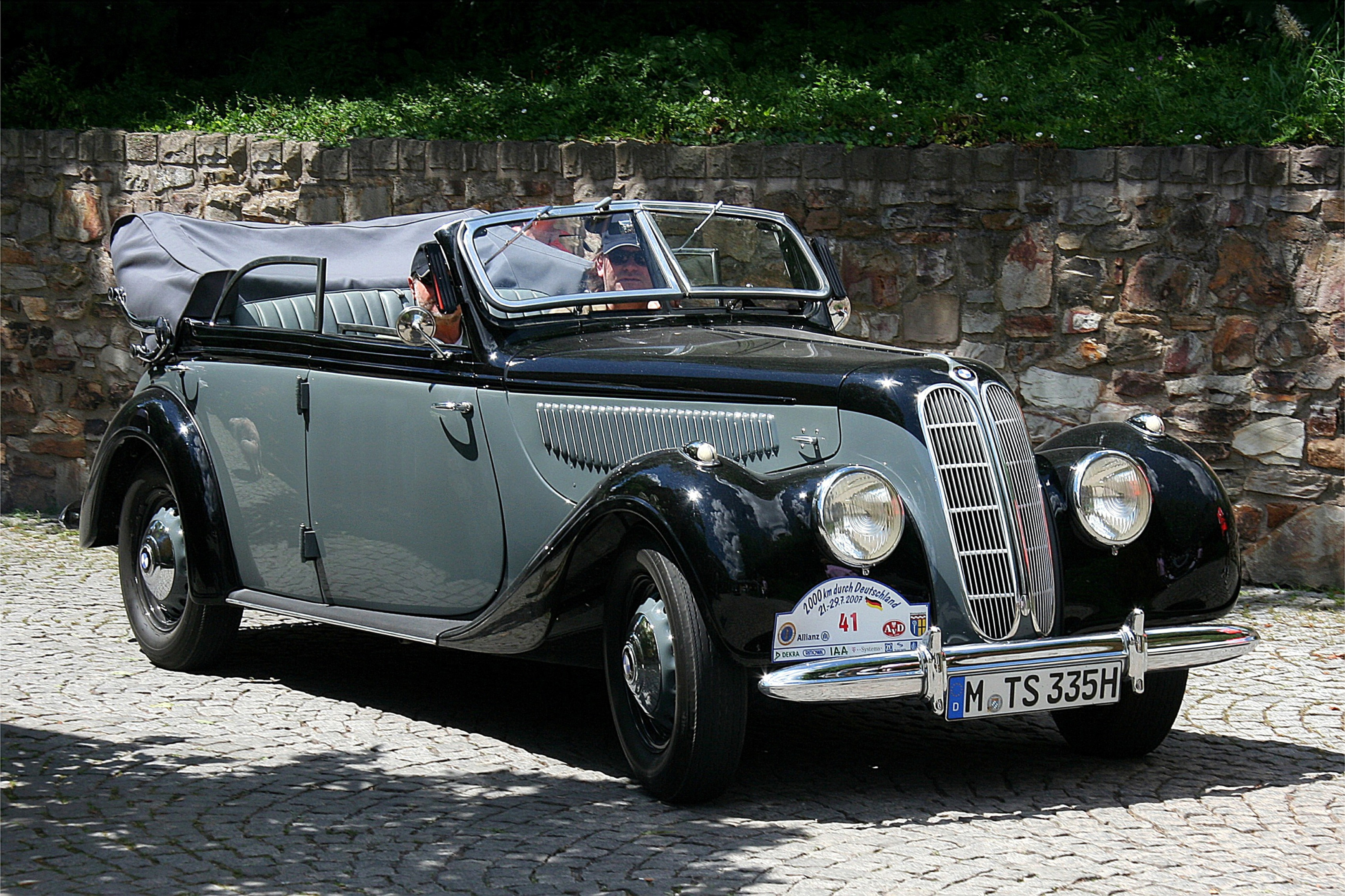
La versione cabriolet

La 335 fu una vettura di lusso tra le ultime, prima dello scoppio della Seconda guerra mondiale. Nata essenzialmente come berlina, su un totale di 410 esemplari ne furono prodotti anche 158 di cabriolet (di cui 118 esemplari a due porte e i restanti 40 a quattro), più un unico esemplare con carrozzeria coupé, uno definito come Sport-Cabriolet e 17 telai nudi per allestimenti speciali. 
Il motivo della frenata nella vendite della 335 fu lo scoppio della guerra: la 335 fu tolta di produzione nel 1941, anche se gli ultimi tre telai nudi uscirono dallo stabilimento di Eisenach nel 1943 e vennero affidati alla carrozzeria Autenrieth per essere "vestiti" secondo i gusti degli ufficiali nazisti che li avevano commissionati.